# 2MASS J00100009-2031122
2MASS J00100009-2031122 ist ein Brauner Zwerg im Sternbild Walfisch. Er wurde 2007 von Kelle L. Cruz und seinen Mitarbeitern entdeckt.
2MASS J00100009-2031122 gehört der Spektralklasse L0 an. Seine Position verschiebt sich aufgrund seiner Eigenbewegung jährlich um 0,12142 Bogensekunden. 